# Павло Пясецький Яніна
Павел Пясецький  гербу Яніна, інша форма імені Piasecius (пол. Paweł Piasecki;нар. 17 жовтня 1579, Пясечно — пом. 1 серпня 1649 в місті Могила, тепер Краків) — католицький релігійний діяч, секретар короля Сигізмунда III Вази, канонік познанський, варшавський і люблінський, абат командорії в Могилі (1624—1649), єпископ у Кам'янці (1627—1640), єпископ у Холмі (1640—1644), у Перемишлі (1644–1649).

## Біографія
Син Себастьяна Пясецького і його дружини Катажини з роду Громадських.
Навчався у Краківській Академії у 1596 році, півтора року — в Римі, куди прибув у 1598 році, в Оломоуці, де вступив до єзуїтської академії (1605), потім — у Празі.
Після повернення в Польщу, прийняв духовний сан і перебував при дворі єпископа Познані Вавжинця Госліцького, невдовзі отримав посаду каноніка в Познані. У 1608 році знову вирушає до Рима для подальшого навчання, де 19 липня 1610 р. здобув докторський ступінь з обох прав.
Повернувшись до Польщі (1613) служив протягом майже 15 років секретарем короля Сигізмунда III Вази. Став каноніком, а в 1616 році архідияконом Варшави, потім Любліна. У 1624 році призначений абатом у містечко Могила поблизу Кракова.
15 липня 1627 року король номінував його на єпископство Кам'янці, висвячений на посаді 16 липня 1628 після затвердження номінації папою. 1640 року король номінував на єпископство у Холмі. На посаду вступив після інґресу у березні 1642 року. 8 серпня 1644 король призначив його єпископом до Перемишля, 7 грудня Папа затвердив на посаді, урочистий інґрес відбувся в лютому 1646 року.
У 1634 році власник сіл Біскупіце і Стружа поблизу Холма у Люблінському воєводстві. Підтримав обрання королем Владислава IV Вази від Подільського воєводства у 1632 році.
Помер 1 серпня 1649 в містечку Могила поблизу Кракова (тепер в межах міста), там і був похований.

## Творчість
Автор «Хроніки польської», виданої у місті Краків в 1870 році.

### Найважливіші твори
- Praxis episcopalis, Wenecja 1611, drukarnia Societatis Minimae, wyd. następne: Wenecja 1613; Kolonia 1615; Wenecja 1620 (edycja wątpliwa; wg Estreichera przedruk tytułowy edycji z 1613); Kolonia 1620; Kraków 1627; Kraków 1643; Wenecja 1647; Kolonia 1665; pt. Nucleus juris episcopalis 1681 (edycja wątpliwa, zob. Estreicher XXIV, 231); Kolonia 1687; Lwów 1758
- Chronica gestorum in Europa singularium, Kraków 1645, drukarnia F. Cezary, wyd. następne: Kraków 1645 (w rzeczywistości 1646); Kraków 1648; Amsterdam 1649; przekł. polski Chrząszczewskiego z końca XVIII w., wyd. K. W. Wójcicki częściowo pt. Pamiętniki do panowania Zygmunta III, t. 1-2, Warszawa 1846; całość pt. Kronika Pawła Pasieckiego, Kraków 1870; fragm. (prawdopodobnie w przekł. rosyjskim) wyd. Leonid archimandryta pt. Smutnoje wriemia i moskowsko-polskaja wojna, Petersburg 1887.